# Stéphane Barthe
Stéphane Barthe (Ermont, 5 december 1972) is een Frans voormalig beroepswielrenner. Barthe reed in het verleden voor onder meer Casino, Ag2r Prévoyance en US Postal. In 1997 werd hij Frans kampioen op de weg bij de elite.

## Belangrijkste overwinningen
1997
- Frans kampioen op de weg, Elite
- 1e etappe Internationaal Wegcriterium
- GP du Nord-Pas-de-Calais

1998
- 1e etappe Catalaanse Week
- 2e etappe, deel B Ronde van Picardië

1999
- 1e etappe Internationaal Wegcriterium
- 3e etappe Vierdaagse van Duinkerken
- 3e etappe Ronde van Poitou-Charentes

2002
- 4e etappe Ronde van Beauce

2004
- Eindklassement Ronde van Poitou-Charentes

## Resultaten in voornaamste wedstrijden
| Jaar | Ronde van Italië | Ronde van Frankrijk | Ronde van Spanje |
| ---- | ---------------- | ------------------- | ---------------- |
| 1996 |                  |                     |                  |
| 1997 |                  |                     | opgave           |
| 1998 |                  | opgave              |                  |
| 1999 |                  | opgave              |                  |
| 2000 |                  |                     |                  |

| Jaar | Milaan-San Remo | Gent-Wevelgem | Ronde van Vlaanderen | Parijs-Roubaix | Kuurne-Brussel-Kuurne | Parijs-Tours |
| ---- | --------------- | ------------- | -------------------- | -------------- | --------------------- | ------------ |
| 1996 |                 |               |                      |                |                       | 140e         |
| 1997 | 48e             | 71e           | 92e                  | 56e            | Zilver                | 35e          |
| 1998 |                 |               |                      |                |                       |              |
| 1999 | 71e             | 19e           | 55e                  | 61e            |                       | 45e          |
| 2000 | 78e             |               |                      |                | 16e                   | 63e          |